# Elole-Klaviertrio
Das elole-Klaviertrio ist ein deutsches Klaviertrio, das sich auf zeitgenössische und experimentelle Musik spezialisiert hat.

## Werdegang
Das elole-Klaviertrio wurde im Oktober 2001 von Uta-Maria Lempert (* 1974; Violine), Matthias Lorenz (* 1964; Violoncello) und Stefan Eder (* 1962; Klavier) in Dresden gegründet. Der Name des Trios setzt sich aus den Nachnamen Eder, Lorenz, Lempert zusammen. Lempert und Eder studierten an der Hochschule für Musik Dresden, alle drei treten auch solistisch auf ihrem Instrument hervor und gehören weiteren Ensembles an. Sie galten bereits 2003 als fester Bestandteil der freien klassischen Musikszene in Dresden, dabei jedoch „ein ausgefallenes Ensemble“. Im Jahr 2009 wurden die drei Musiker als „Garanten für spannende Konzertprogramme im Bereich der Avantgarde-Kammermusik“ bezeichnet.
Im Jahr 2010 brachte elole seine erste CD Struktur & Oberfläche mit Interpretationen von Stücken von Stefan Streich, Jürg Frey und Nikolaus Brass heraus.
2014 wurde der elole e.V. gegründet um dem Trio nicht nur eine rechtliche Basis zu geben, sondern auch mittelfristige Planungen zu ermöglichen.
Das elole-Klaviertrio ist Mitglied im KlangNetz Dresden.

## Musikalisches Wirken
Im Mittelpunkt der Arbeit des elole-Klaviertrios steht die zeitgenössische Musik. Zentrales Ziel des Trios ist es, „neuestes musikalisches Schaffen mit einem Rückblick auf fortschrittliche Musik seit 1900 zu verbinden.“ Dabei wird vor allem die Neuschöpfung von Kompositionen gefördert und elole legt Wert darauf, bereits im Entstehungsprozess der Stücke mit den Komponisten intensiv zusammenzuarbeiten. In den ersten 10 Jahren seines Bestehens kann das Ensemble auf über 40 Uraufführungen verweisen, darunter Stücke von Jörg Herchet, Chris Newman, Carsten Hennig und Charlotte Seither. Im Jahr 2006 veranstaltete elole zum 800. Stadtjubiläum Dresdens den Kompositionswettbewerb Klang↔Stadt↔Stille und spielte an einem Tag neun Uraufführungen aus über 119 Einreichungen.
Mehrfach trat das Ensemble beim Festival Dresdner Tage der zeitgenössischen Musik, seit 2009 TonLagen-Festival, auf, das vom Europäischen Zentrum der Künste Hellerau veranstaltet wird. Auch auf der CYNETART war das Trio 2003 vertreten. Neben den Uraufführungen bilden Marksteine der zeitgenössischen Trioliteratur unter anderem von Bernd Alois Zimmermann und Morton Feldman Pfeiler der Programme, die sich darüber hinaus aber auch mit bildender Kunst (z. B. Chris Newman), szenischen Konzeptionen (z. B. mit Michael Grossmann) oder elektronischer Musik (Joel Ryan) auseinandersetzen. „Das Trio ist eines der Kammerensembles in Dresden, die sich auf Experimentelles und Zeitgenössisches spezialisiert haben und einen ganz eigenen, bemerkenswerten Weg gehen“, schrieb die Zeitung Dresdner Neueste Nachrichten im Jahr 2003 über elole.
Das Klaviertrio gibt jährlich rund 14 Konzerte weltweit. Es gastierte unter anderem in der Ukraine (2002), Österreich (mehrfach seit 2001), der Schweiz (2003) und Polen (2005).

## Uraufführungen (Auswahl)
- 2001: Friedemann Schmidt-Mechau – Sieben kleine Sätze
- 2001: Michael Maierhof – Sugar 1
- 2003: Athanasia Tzanou – Tryptique VI
- 2007: Hartmut Dorschner – Tendenzen
- 2007: Carsten Hennig – desire III
- 2007: William Pertz – Calabi-Yau
- 2008: Michael Flade – Spiel: seltsam attraktiv
- 2008: Chris Newman – Weird Words In A Language Which We Understand
- 2010: Jörg Herchet – kantate zum 3. sonntag nach epiphanias
- 2011: Thuon Burtevitz – al-gabr
- 2011: Charlotte Seither – Equal ways of difference
- 2011: Michael Maierhof – EXIT E
- 2011: Friedemann Schmidt-Mechau – Nähe und Krümmung
- 2013: Bernhard Lang – Monadologie XX ......for Franz I
- 2015: Karoline Schulz – Ein Bilderbuch für Klaviertrio
- 2015: Nikolaus Brass – Klaviertrio Nr. II

## Diskographie
- Struktur & Oberfläche (Werke von Jürg Frey, Stefan Streich, Nikolaus Brass), Beoton, 2010
- kantate zum 3. sonntag nach epiphanias von Jörg Herchet, auf Das Geistliche Jahr 2 querstand, 2011
- beziehungsWeise (Werke von Michael Maierhof, Benjamin Schweitzer, Chris Newman und Bernhard Lang), querstand, 2014
- Equal Ways of Difference (Werke von Charlotte Seither), WERGO, 2015